# Af Upplendinga konungum
Af Upplendinga konungum (Sui re delle Alte Terre) è una saga inclusa nell'Hauksbók (Libro di Haukr, siglato AM 544 4to), un manoscritto in norreno redatto nel XIV secolo dal lagmann Haukr Erlendsson ( ? -1334), che compendia diversi poemi epici, mitologici o storici, della cultura scandinava.

## Descrizione
La saga riassume una parte dell'Ynglingatal, un poema scaldico del IX secolo che narra la storia leggendaria della semi-mitologica (discendendo direttamente da Freyr e Gerðr) dinastia reale svedese degli Ynglingar. Questo poema fu trascritto da vari autori medioevali, ma sopravvive oggi solo in tre manoscritti, il più importante dei quali è l'Ynglinga saga (Saga degli Ynglingar) di Snorri Sturluson, di cui l'opera di Haukr ne riassume la parte finale.
La saga traccia la cronistoria del ramo norvegese degli Ynglingar che avrebbe governato il piccolo regno di Oppland (Alte Terre) e altre province della Norvegia meridionale a partire dal 710 circa. La narrazione parte dal regno di Olof Trätälja e dagli eventi che avrebbero condotto il clan a lasciare la Svezia fino a giungere a Rögnvaldr heiðum-hæri, ultimo sovrano della dinastia.
Olof Trätälja era l'unico figlio maschio di re svedese Ingjald che si era reso inviso per le atrocità compiute durante il suo regno.
Dopo aver trascorso l'infanzia in Västergötland, Olof aveva stabilito un proprio dominio nella provincia di Närke fino a quando gli svedesi (governati dal danese Ivar Vidfamne che aveva assoggettato tutta la Scandinavia e parte dell'Inghilterra) non lo costrinsero alla fuga nella disabitata regione boscosa del Värmland. Olof colonizzò e disboscò quella provincia assieme ai suoi uomini trasformandola nella sua nuova casa. Il regno prosperò e in Värmland emigrarono molti svedesi che volevano sfuggire al dominio danese, ma, a causa della sovrappopolazione, la regione venne colpita da una carestia di cui venne incolpato Olof. I suoi stessi uomini lo sacrificarono quindi ad Odino bruciandolo vivo assieme alla reggia.
Resisi conto, dopo la morte del sovrano, che le cause della carestia erano demografiche, gli svedesi seguirono il figlio di Olof, Hálfdan Hvitbeinn, in Norvegia dove lui e i suoi eredi sarebbero diventati re di Oppland.